# Теорема Лежандра о трёх квадратах
Теорема Лежандра о трёх квадратах утверждает, что натуральное число может быть представлено суммой трёх квадратов целых чисел
{\displaystyle n=x^{2}+y^{2}+z^{2}}
тогда и только тогда, когда n не представимо в виде {\displaystyle n=4^{a}(8b+7)}, где a и b целые.
В частности, числами, не представимыми суммой трёх квадратов и представимыми в виде {\displaystyle n=4^{a}(8b+7)}, являются
7, 15, 23, 28, 31, 39, 47, 55, 60, 63, 71, ... (последовательность A004215 в OEIS).

## История
Пьер Ферма дал критерий представимости чисел вида {\displaystyle 3n+1} суммой трёх квадратов, но не привёл доказательства. Николас де Бегелин заметил в 1774 году, что всякое натуральное число, не представимое в форме {\displaystyle 8b+7} и в форме  {\displaystyle 4b}, есть сумма не более трёх квадратов, но не представил удовлетворительного доказательства. В 1796 году Гаусс доказал, что любое натуральное число есть сумма не более трёх треугольных чисел. Из этого следует, что {\displaystyle 8n+3} сумма не более трёх квадратов. В 1797 или 1798 году Лежандр получил первое доказательство теоремы о трёх квадратах. В 1813 году Коши заметил, что теорема Лежандра эквивалентна вышеприведенной формулировке. Ранее, в 1801 году, Гаусс получил более общий результат, следствием которого была теорема Лежандра. В частности, Гаусс сосчитал число решений для целочисленного уравнения трёх квадратов и одновременно дал обобщение ещё одного результата Лежандра, доказательство которого было неполным. Это, вероятно, послужило причиной ошибочных заявлений, что доказательство Лежандра было неполным и завершено Гауссом.
Теорема Лагранжа о сумме четырёх квадратов и теорема о трёх квадратах дают полное решение проблемы Варинга для k = 2.

## Доказательства
Доказательство того, что числа {\displaystyle n=4^{a}(8b+7)} не представимы суммой трёх квадратов несложное и вытекает из того, что любой квадрат по модулю 8 конгруэнтен 0, 1 или 4. 
Существует несколько доказательств того, что остальные числа представимы суммой трёх квадратов, помимо доказательства Лежандра. Доказательство Дирихле 1850 года стало классическим. В его основе лежат три леммы:
- Квадратичный закон взаимности,
- Теорема Дирихле о простых числах в арифметической прогрессии,
- Класс эквивалентности тривиальной трёхчленной квадратичной формы.

## Связь с теоремой о четырёх квадратах
Гаусс отметил, что теорема о трёх квадратах позволяет легко доказать теорему о четырёх квадратах. Однако доказательство теоремы о трёх квадратах намного сложнее прямого доказательства теоремы о четырёх квадратах, которая была доказана первой в 1770 году.